# بترا فراي
بترا فراي (بالألمانية: Petra Frey)‏ (و. 1978  م) هي مغنية نمساوية، شاركت في مسابقة الأغنية الأوروبية 1994.

## وصلات خارجية
- بترا فراي على موقع IMDb (الإنجليزية)
- بترا فراي على موقع ميوزك برينز (الإنجليزية)
- بترا فراي على موقع أول ميوزيك (الإنجليزية)
- بترا فراي على موقع ديسكوغز (الإنجليزية)

- بترا فراي في قاعدة بيانات الأفلام على الإنترنت